# Atletika na Letních olympijských hrách 1912 – 100 metrů muži
 Běh na 100 metrů mužů na Letních olympijských hrách 1912 se uskutečnil  6. července a 7. července v Stockholmu. 

## Výsledky finálového běhu
| *                | jméno             | země                   | čas  |
| ---------------- | ----------------- | ---------------------- | ---- |
| Zlatá medaile    | Ralph Craig       | Spojené státy americké | 10,8 |
| Stříbrná medaile | Alvah Meyer       | Spojené státy americké | 10,9 |
| Bronzová medaile | Donald Lippincott | Spojené státy americké | 10,9 |
| 4                | George Patching   | Spojené státy americké | 11,0 |
| 5                | Frank Belote      | Spojené státy americké | 11,0 |
| 6                | Howard Drew       | Spojené státy americké | DNS  |